# Iguanura myochodoides
Iguanura myochodoides är en enhjärtbladig växtart som beskrevs av Ruth Kiew. Iguanura myochodoides ingår i släktet Iguanura och familjen Arecaceae. Inga underarter finns listade i Catalogue of Life.